# Републикански път III-7002
Републикански път IIІ-7002 е третокласен път, част от Републиканската пътна мрежа на България, преминаващ по територията на Шуменска и Разградска област. Дължината му е 26,4 km.
Пътят се отклонява надясно при 85,6 km на Републикански път I-7 в северната част на село Венец и се насочва на запад, като се движи малко северно от билото на Лудогорското плато. Минава през селата Борци и Ясенково и навлиза в Разградска област. Тук пътят последователно преминава през селата Голяма вода, Хърсово и Голям извор и на 5 km, след последното се свързва с Републикански път III-205 при неговия 12,7 km.
| Пътища, отклоняващи се надясно (населено място, № на пътя, посока на пътя) | km   | Пътища, отклоняващи се наляво (посока на пътя, № на пътя, населено място) |
| -------------------------------------------------------------------------- | ---- | ------------------------------------------------------------------------- |
| Община Венец, Област Шумен, I-7, 85,6 km, с. Венец →                       | 0,0  | → с. Венец, 85,6 km, I-7, Област Шумен, Община Венец                      |
| с. Борци                                                                   | 3,2  | с. Борци                                                                  |
| с. Ясенково                                                                | 9,6  | → с. Ясенково, общински път (за с. Капитан Петко)                         |
| Община Самуил, Област Разград                                              | 10,8 | Област Разград, Община Самуил                                             |
| (за с. Кара Михал) общински път, с. Голяма вода ←                          | 12,1 | с. Голяма вода                                                            |
| (до с. Подайва) III-2005, 15,5 km, с. Хърсово ←                            | 18,3 | ← с. Хърсово, 15,5 km, III-2005 (от 77,8 km на I-2)                       |
| с. Голям извор                                                             | 21,3 | → с. Голям извор, общински път (за 11,2 km на III-2005)                   |
| (до 53,9 km на II-21) III-205, 12,7 km ←                                   | 26,4 | ← 12,7 km, III-205 (от 70,4 km на I-2)                                    |